# Klubb Volga
Klubb Volga (Oftast enbart Volga) var en Synthklubb i Stockholm, bildad i januari 2003 och nedlagd i september 2007. Klubben inledde sin verksamhet på restaurangen G'ottchå (sedermera Villa Nellcôte, sedermera Dining Club) på Gästrikegatan och inriktade sig på en -inom subkulturen- blandad publik. Volga vidareutvecklade klubbarna Dieters och Nivels koncept med musik för sittande bargäster utan tillgängligt dansgolv, bland annat genom att även låta liveband uppträda (Sturm Café, Cocos Palme och Blunda är några av de band som spelat på Volga). Under våren och sommaren 2003 uppnåddes relativt stora publikframgångar och en begränsad medial uppmärksamhet.
I december 2003 flyttade klubben till Sugar Bar på Kammakargatan där den, med vissa avbrott, kom att husera fram till det att den avvecklades. Man fortsatte att arbeta med en repertoar av blandad elektronisk musik och Volga var kring år 2007 en av Stockholms äldsta i bruk varande synthklubbar.
Under sommaren 2007 fattade grundarna dock beslutet att lägga ner klubben då de båda sedan flera år varit på väg ut ur synthkulturen. Volga hade sin sista kväll onsdagen den 12 september och åtföljdes i samma lokal av klubben Alternight.